# Brett Hollister
Brett James Hollister (født 19. maj 1966 i Rotorua, New Zealand) er en newzealandsk tidligere roer.
Hollister var styrmanden i den newzealandske firer med styrmand, der vandt bronze ved OL 1984 i Los Angeles. Bådens roere var Kevin Lawton, Don Symon, Barrie Mabbott og Ross Tong. I finalen blev newzealændernes båd besejret af Storbritannien, der vandt guld, og af USA, der fik sølv. Det var den eneste udgave af OL, Tong deltog i.
Hollister vandt desuden en VM-guldmedalje i firer med styrmand ved VM 1983 i Duisburg, Vesttyskland.

## OL-medaljer
- 1984:  Bronze i firer med styrmand